# AMPA receptor

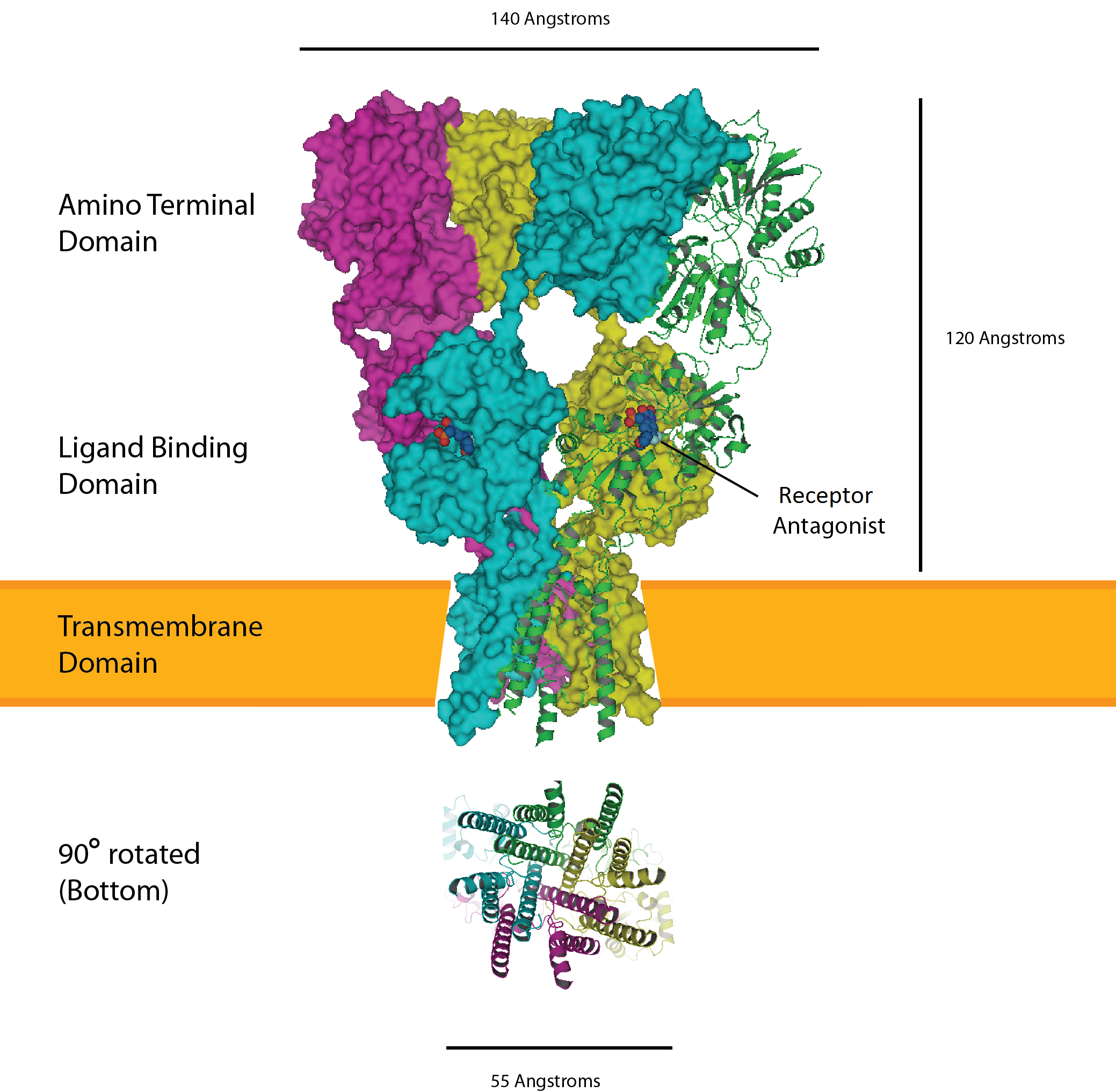
AMPA receptor vázán na antagonistu glutamátu ukazuje amino terminál, vazbu ligandu, transmembránovou doménu, PDB 3KG2

AMPA receptor nebo receptor α-amino-3-hydroxy-5-methyl-4-isoxazolepropionové kyseliny je ionotropní transmembránový receptor pro glutamát, který zprostředkovává rychlý synaptický přenos v centrální nervové soustavě . Tradičně byl klasifikován jako receptor ne-NMDA-typu spolu s kainátovými receptory. Jeho název je odvozen od schopnosti být aktivován analogem glutamátu AMPA. AMPARs se nacházejí v mnoha částech mozku, a patří mezi nejběžnější receptory v nervovém systému.  Receptor byl jmenován Watkinsem a kolegy jako "kiskalátový receptor" po přirozeně se vyskytujícím agonistovi kiskalátu. AMPA receptory se nacházejí v mnoha částech mozku a jsou nejčastěji nalezenými receptory v nervovém systému.